# Yamauchi Fusajirō
Fusajirō Yamauchi (japanisch 山内 房治郎 Yamauchi Fusajirō, geboren als Fusajirō Fukui (japanisch Fukui Fusajirō 福井 房治郎); * 22. November 1859 in Kyoto; † 1. Januar 1940 in Kyoto) war ein japanischer Unternehmer, der das Unternehmen gründete, das heute als Nintendo bekannt ist. Yamauchi verbrachte sein ganzes Leben in Kyoto und hatte eine Frau und eine Tochter, Tei Yamauchi, die später Sekiryo Kaneda heiratete.

## Die Zeit vor Nintendo
Fusajirō Fukui wurde am 22. November 1859 als ältester Sohn von Sosuke Fukui geboren. Fukui arbeitete bei der Haiko Cement Company und erhielt den Nachnamen Yamauchi, als er 1872 von Naoshichi Yamauchi adoptiert wurde.

## Nintendō Koppai
Am 23. September 1889 eröffnete Fusajirō Yamauchi in Kyoto den ersten Hanafuda-Laden Japans namens „Nintendō Koppai“. Dies geschah zu einer Zeit, als die japanische Regierung Spielkarten aus den Händen der Öffentlichkeit verbannte, weil damit Glücksspiel verbunden wurde, jedoch mit Ausnahme von Yamauchis Spielkarten. Sein Unternehmen begann schnell zu expandieren, und er eröffnete einen weiteren Hanafuda-Laden in Osaka. Später entwickelte er weitere Kartenspiele.

## Ruhestand und Tod
Fusajirō Yamauchi schied 1929 aus dem Unternehmen Nintendo aus und überließ die Leitung seinem Schwiegersohn Sekiryo Kaneda (dessen Name mit seiner Vermählung in Sekiryo Yamauchi geändert wurde). Fusajirō blieb für den Rest seines Lebens unbeteiligt am Geschäft, bis er am 1. Januar 1940 in Kyoto an einem Schlaganfall starb. Fusajirōs Urenkel Hiroshi Yamauchi übernahm Nintendo im September 1949 und leitete das Unternehmen 53 Jahre lang, wodurch es sich von einem Kartenspielunternehmen in ein milliardenschweres Videospielunternehmen und globales Konglomerat entwickelte.